# Winkeln (Seelitz)
Winkeln ist ein Ortsteil der Gemeinde Seelitz im sächsischen Landkreis Mittelsachsen. Er wurde am 1. März 1963 nach Zschoppelshain eingemeindet und am 1. Januar 1994 nach Seelitz umgegliedert.

## Geografie

### Geografische Lage
Winkeln liegt im Südosten der Großgemeinde Seelitz. Der Ort ist im Süden, Westen und Nordwesten vom Tal des Erlbachs umgeben, welcher wiederum in die Zwickauer Mulde mündet. Winkeln besteht aus zwei Parzellen, die durch die Flur von Großstädten getrennt werden. Durch Winkeln verläuft die Via Porphyria und der Lutherweg Sachsen.

### Nachbarorte
|                | Großstädten                                 |           |
| Bernsdorf      | Kompassrose, die auf Nachbargemeinden zeigt | Zetteritz |
| Zschoppelshain | Topfseifersdorf                             |           |

## Geschichte

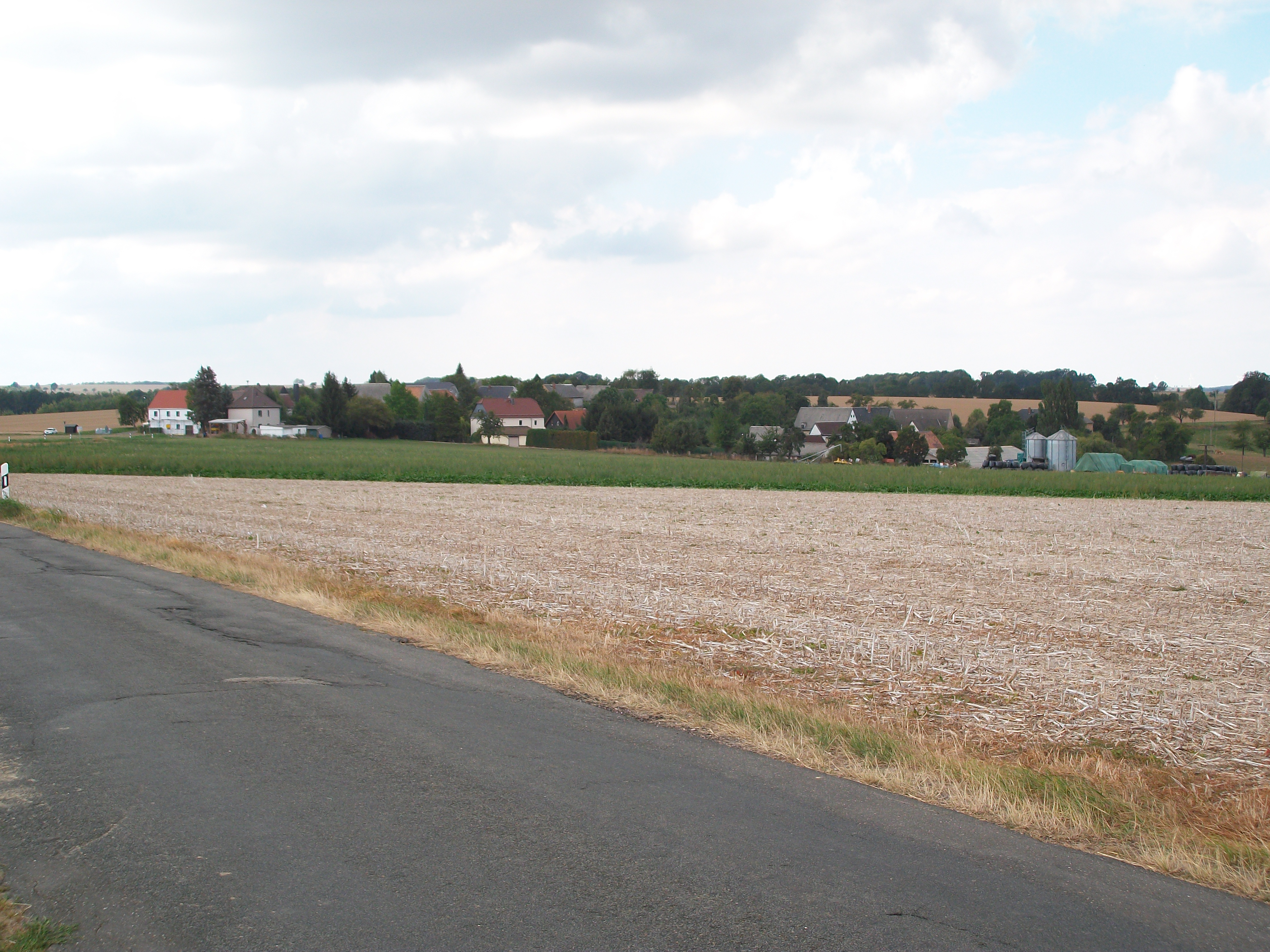
Blick auf Winkeln

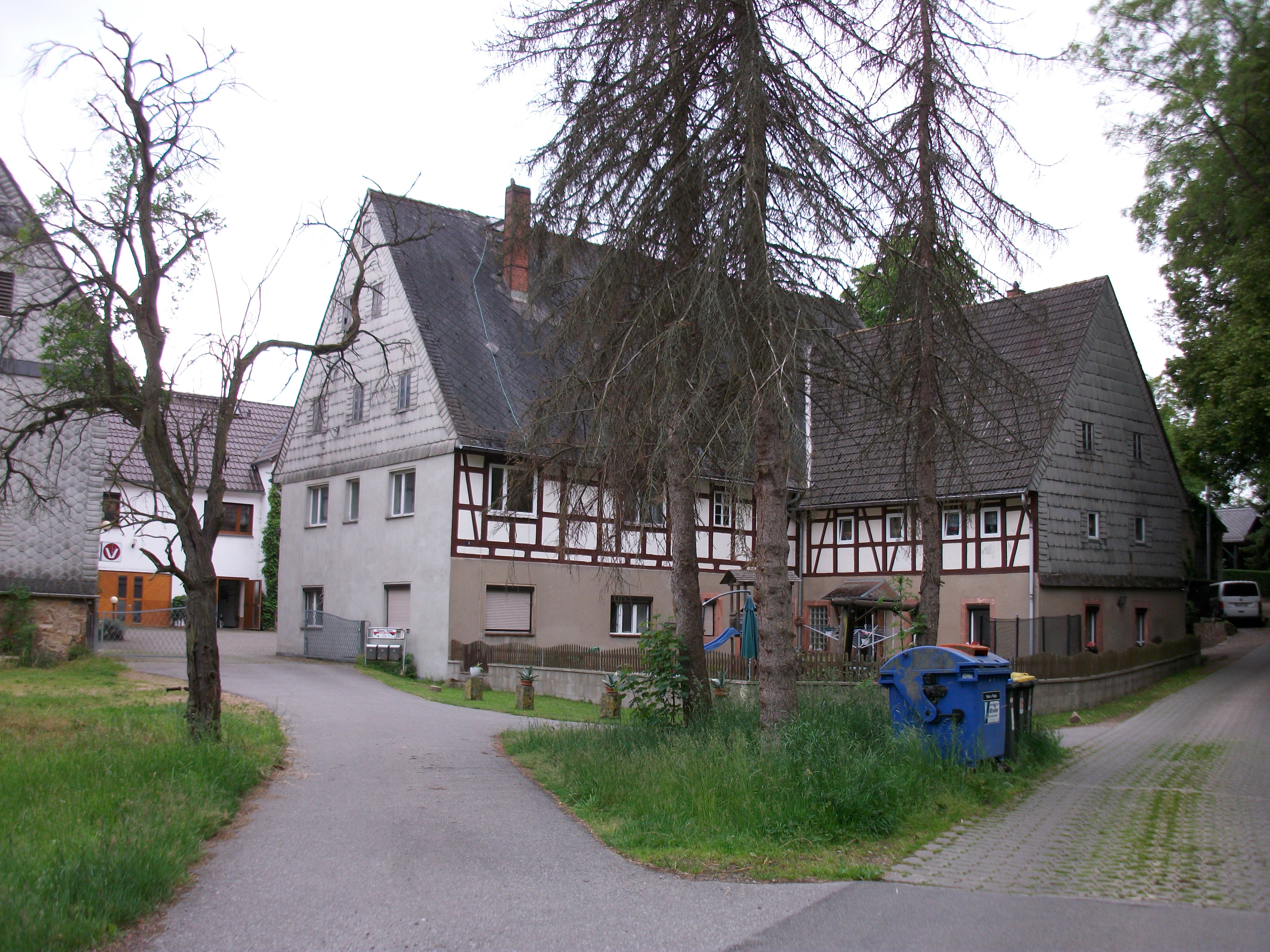
Winkelner Mühle

Das Platzdorf Winkeln wurde im Jahr 1208 erstmals als Winkele erwähnt. Im Gegensatz zu den übrigen Seelitzer Ortsteilen gehörte Winkeln nicht zum Amt Rochlitz, sondern ursprünglich zum Besitz des Klosters Zschillen. Dieses kam im Jahr 1543 mit dem gesamten Besitz an Herzog Moritz von Sachsen, der es umgehend säkularisierte und an die Herren von Schönburg gegen die Orte Hohnstein, Wehlen und Lohmen in der heutigen Sächsischen Schweiz vertauschte. Daher kam für den Ort und die Klosteranlage der Name Wechselburg auf. Seitdem wurde Winkeln als Amtsdorf der schönburgischen Herrschaft Wechselburg geführt, welche den Herren von Schönburg unter wettinischer Oberhoheit gehörte. Aufgrund der historischen Zugehörigkeit zur Herrschaft Wechselburg gehört Winkeln kirchlich zu Topfseifersdorf.
Im Rahmen der administrativen Neugliederung des Königreichs Sachsen wurde Winkeln als Teil der schönburgischen Lehnsherrschaft Wechselburg im Jahr 1835 der Verwaltung des königlich-sächsischen Amts Rochlitz unterstellt. Im Jahr 1856 kam Winkeln zum Gerichtsamt Mittweida und 1875 an die neu gegründete Amtshauptmannschaft Rochlitz.
Durch die zweite Kreisreform in der DDR im Jahr 1952 wurde Winkeln dem Kreis Rochlitz im Bezirk Chemnitz (1953 in Bezirk Karl-Marx-Stadt umbenannt) angegliedert. Am 1. März 1963 erfolgte die Eingemeindung nach Zschoppelshain. Als Ortsteil der Gemeinde Zschoppelshain gehörte Winkeln ab 1990 zum sächsischen Landkreis Rochlitz. Mit der Eingemeindung von Zschoppelshain nach Wechselburg wurde Winkeln am 1. Januar 1994 nach Seelitz umgegliedert, welche dem neu gebildeten Landkreis Mittweida bzw. 2008 dem Landkreis Mittelsachsen angegliedert wurde.

## Kulturdenkmale und Sehenswürdigkeiten
Für die Kulturdenkmale des Ortes siehe die Liste der Kulturdenkmale in Winkeln.